# Charlie Scene
Charlie Scene, vlastním jménem Jordon Kristopher Terrell (* 3. září 1985 Burbank, Kalifornie, USA), je americký rap rockový zpěvák, kytarista a člen americké rap rockové skupiny Hollywood Undead.
Narodil se roku 1985 v Kalifornii a již od dětství se znal s Jorelem Deckerem, který byl blízkým kamarádem jeho staršího bratra Jakea. To předznamenalo jeho pozdější kariéru, stejně jako přátelství s dalším amatérským rapperem, Dylanem Alvarezem. Založil hudební skupinu Upright Radio, figurující na sociální síti MySpace, před tím, než se stal členem skupiny Han Cholo a v roce 2005 také hlavním kytaristou a jedním z vokalistů v Deckerově projektu Undead, později Hollywood Undead. Jeho hudební styl je výrazně odlehčený, odráží témata jako je pití alkoholu, užívání rekreačních drog nebo účast v barových rvačkách (jednou z čestných výjimek je pak jeho píseň „Bullet“, která se točí kolem tématu sebevraždy dítěte). Stylizuje se jako „gangster“ a v minulosti nosil přes obličej šátek s brýlemi. Tento šátek byl jeho vlastním návrhem, na černém pozadí zobrazoval bílé obrysy města a nápisem LA ve tvaru útočné pušky AK-47, nad kterým je napsáno jméno Charles P. Scene. Toto jméno je odvozeno od amerického herce Charlieho Sheena. V roce 2010 se dostal do sporu s jedním členem kapely, Deucem, který nepřišel na koncert, pročež musel Charlie všechny jeho sloky a refrény (což bylo značné množství, vzhledem k tomu, že Deuce byl v té době hlavním vokalistou kapely) nazpívat sám. Tento spor vyvrcholil vyloučením Deuce z kapely.
Jeho manželkou je Randi Pentzer, kterou má syna Jacka a Jamese. Jména svých rodičů, Jack a Jane, má vytetované na kloubech obou pěstí.
V roce 2022 vydal své první sólové album s názvem The Outsider. Album obsahuje 11 skladeb.

## Diskografie

#### Hollywood Undead
- Swan Songs (2008)
- Desperate Measures (2009)
- American Tragedy (2011)
- Notes from the Underground (2013)
- Day of the Dead (2015)
- Five (2017)
- New Empire, Vol. 1 (2020)
- New Empire, Vol. 2 (2020)
- Hotel Kalifornia (2022)

#### Sólové album
- Outsider (2022)